# سكك حديد الدولة المجرية
شركة السكك الحديدية (بالمجرية: Magyar Államvasutak)، وتُختصر: MÁV) هي شركة السكك الحديدية الوطنية في المجر.  تتكون من عدة أقسام، منها:
- MÁV لنقل الركاب،
- MÁV للصيانة،
- MÁV للسير،

أما قسم MÁV لنقل البضائع، فقد تم بيعه إلى السكك الحديدية الاتحادية النمساوية (ÖBB) في عام 2007.  ويقع المقر الرئيسي للشركة في بودابست، عاصمة المجر.

## روابط خارجية
- الموقع الرسمي لـ MÁV
- الموقع الرسمي لـ MÁV-Start (مشغل قطارات الركاب)
- Rail Cargo Hungary (ex-MÁV، Rail Cargo Austria Group)
- خريطة السكك الحديدية - مع الوصلات وأنواع المسارات
- خريطة السكك الحديدية - مع جميع المحطات، الوصف المجري الألماني
- صور محطات السكك الحديدية
- السكك الحديدية والسياحة والنقل العام في المجر
- صور السكك الحديدية مرتبة على خريطة في benbe.hu
- خريطة وسائل النقل العام في بودابست